# Tatjana Iwanowna Makarowa
Tatjana Iwanowna Makarowa (russisch Татьяна Ивановна Макарова; * 14. Mai 1930 in Moskau; † 6. Oktober 2009 ebenda) war eine sowjetisch-russische Mediävistin.

## Leben
Makarowas Eltern waren der Historiker I. S. Makarow und die Kunstwissenschaftlerin W. A. Sidorowa. Makarowa studierte  an der Universität Moskau (MGU) in der historischen Fakultät (IstFak) mit Abschluss 1954 bei Boris Alexandrowitsch Rybakow. Seit 1952 nahm sie an archäologischen Expeditionen teil. Nach dem Studium arbeitete sie zunächst in der Spezialrestaurierungswerkstattverwaltung für Architekturangelegenheiten. Sie leitete die Ausgrabungen im Moskauer Wyssoko-Petrowski-Kloster.
1955 wurde Makarowa Mitarbeiterin des Moskauer Instituts für Archäologie der Akademie der Wissenschaften der UdSSR (AN-SSSR), in dem sie von der Laborantin bis zur führenden wissenschaftlichen Mitarbeiterin aufstieg. Ihre Forschungsschwerpunkte waren die Kultur und das Kunstgewerbe der Kiewer Rus und der Moskauer Rus. Als eine der Ersten ging sie interdisziplinär vor, erstellte die Chronologie, identifizierte die Werkstätten der Schmuckherstellung und katalogisierte die Objekte. Sie nahm an der Ausgrabung in Kertsch in der Grabungssaison 1963–1964 teil. 1966 verteidigte sie mit Erfolg ihre Dissertation über die glasierte Keramik des alten Russlands für die Promotion zur Kandidatin der historischen Wissenschaften.
Makarowa leitete die weiteren Ausgrabungen in Kertsch 1970–1971, 1976 und 1980. Sie beteiligte sich an archäologischen Expeditionen auf der Krim, in Taman, in der Ukraine und in Ungarn. 1988 verteidigte sie mit Erfolg ihre Doktor-Dissertation über Email und Niello im alten Russland für die Promotion zur Doktorin der historischen Wissenschaften.
Makarowa ging 2007 in den Ruhestand.
Makarowa wurde auf dem Moskauer Wwedenskoje-Friedhof begraben.